# Reforma
Reforma je přeměna, změna, úprava, zlepšení v jakékoliv oblasti života, které nemá vliv na funkční základ oné oblasti. Reforma usiluje o zlepšení systému, takového jak je, nesnaží se ho odstranit jako celek, tím se liší od revoluce, která je radikální změnou poměrů. Zatímco reforma může být jen doladěním, nebo nanejvýš nápravou závažných křivd, beze změn základů systému.
Reforma je často proces změny nebo přestavby státu a/nebo společnosti prováděný státní mocí prostřednictvím legislativních změn. Konečným cílem reformy je posílení a obnovení základů státu, které může mít na společnost vliv kladný i záporný. V závislosti na oblasti dotčené reformou rozlišujeme reformy politické, volební, ekonomické, zemědělské, měnové atd.

## Typy reforem
- ekonomická reforma neboli hospodářská reforma
  - měnová reforma
  - zemědělská reforma (reforma zemědělství)
- společenská reforma
  - školská reforma či školní reforma (reforma školství)
  - politická reforma
- liturgická reforma (např. Nikonova reforma, liturgická reforma (druhý vatikánský koncil))

speciálně
- speciální mlynářský stroj pro čištění krupice